# Paisaje Protegido del Acantilado Fósil de la Costa de Caparica
El Acantilado Fósil de la Costa de Caparica es un paisaje protegido creado en 1984 a través del Decreto-Ley 168/84 de 22 de mayo, comprendiendo un área total de 1570 hectáreas al largo del acantilado litoral Oeste de la Península de Setúbal, extendiéndose por el municipio de Almada y el de Sesimbra, en la faja litoral entre la Costa de la Caparica (al Norte) y la Laguna de Albufeira (al Sur), pasando por los Capuchos y la Fuente de la Telha.

## Caracterización
El acantilado litoral de la Costa de Caparica es denominado arriba fósil no por ser fosilíferas las capas de edad miocénica que componen su mayor parte, sino por no encontrarse ya en contacto directo con el océano, no sufriendo erosión marina. Los acantilados activos (o arribas vivas), por el contrario, como las que pueden ser observadas al Sur de la Laguna de Albufeira o en el litoral de Cascais, son las que se encuentran bajo influencia directa de la erosión marina, presentando el perfil anguloso  típico de este tipo de arribas.
En los estratos geológicos de edad miocénica que constituyen la Arriba Fósil pueden encontrarse varios ejemplares de fósiles, sobre todo fósiles de organismos invertebrados marinos, predominando los fósiles de bivalvos, de gasterópodos y de equinodermos. También pueden ser encontrados fósiles de vertebrados, fundamentalmente fósiles de dientes de peces miocénicos.
El área de Paisaje Protegido de la Arriba Fósil de la Costa de Caparica, como su nombre indica, es una zona protegida, donde la captura de animales y la recogida de plantas y de fósiles está prohibida, bajo pena de aplicación de sanciones.
Junto a esta área se sitúan el Bosque de los Miedos y el Pinar de la Aroeira, poblados por abeto manso con sabina de las arenas y lentisco.

## Símbolo
El símbolo de la PPAFCC corresponde a una vieira (concha), nombre común dado al género Pecten de la clase Lamellibranchiata (clase de moluscos que incluyen todos aquellos que poseen conchas bivalves, como las almejas, ostras, mejillones, etc) de los invertebrados Phylum – Mollusca, nombre común Concha Vieira.

## Acceso
Se asienta, fundamentalmente, en el Itinerário Principal n.º 7 (IP7) que se materializa en la auto-carretera A2, soportada por el puente 25 de Abril, que conecta los márgenes Norte y Sur del Río Tajo.
En las conexiones regionales a la PPAFCC, este eje principal es completado por el Itinerário Complementario 20 (IC20) que conecta la IP7 a la Costa de Caparica, o sea, al lado Norte de la PPAFCC. En las cercanías se encuentran las playas de Bela Vista, 19 y Fonte da Telha.